# 盛岡市立繋中学校
盛岡市立繋中学校（もりおかしりつ つなぎちゅうがっこう）は、岩手県盛岡市繋にあった公立中学校。

## 概要
学制改革により1947年に開校し、生徒数の減少により2020年を以って閉校した中学校である。校地内に幼稚園と小学校を設けて一貫教育を行っていた。そのため、園の園長と小中学校の校長は兼務していた。
校歌は1938年に制定された繋小学校（作詞：小田島孤舟、作曲：新野仁助）のものを歌っていた。歌は3部構成である。
1985年からは郷土芸能の「つなぎさんさ太鼓」の伝承活動をはじめ、地区行事や御所湖祭り、盛岡さんさ踊りなどで披露していた。

## 沿革
第二次世界大戦後の1947年4月、学制改革に基づき御所村立御所中学校繋分教室として開校したのが起源となる。開校時、繋小学校の校舎を間借りして授業を行っていたが、1949年に同校の講堂（70坪）を教室に改造して移転した。その後、1955年に新校舎へ移転した。同年4月には町村合併により雫石町立御所中学校繋分校へ改称したのち、同年10月には盛岡市への編入により盛岡市立繋中学校として本校からの独立を果たした。1960年と1971年には小学校との共同体育館・共同プールをそれぞれ落成し、1979年には体育館脇に設けた鉄筋コンクリート造3階建ての新校舎へ移転した。
2020年3月を以って盛岡市本宮にある盛岡市立大宮中学校への統合に伴い、72年の歴史に幕を閉じた。

### 年表
- 1947年（昭和22年）4月 - 御所村立御所中学校繋分教室として開校[7]。
- 1955年（昭和30年）
  - 4月1日 - 町村合併に伴い、「雫石町立御所中学校繋分校」に改称[7]。
  - 10月1日 - 盛岡市への編入合併に伴い、「盛岡市立繋中学校」として独立[7]。
- 1960年（昭和35年）3月 - 小学校との共同体育館を落成[5][6]。
- 1971年（昭和46年）
  - 7月 - 小学校との共同プールを落成[5][6]。
  - 9月 - 開校記念日を改定[5]。
- 1977年（昭和52年）11月 - 日本水泳連盟より水泳優秀校として表彰（県内では当校のみ）[5]。
- 1979年（昭和54年）2月 - 新校舎を落成[5]。
- 1996年（平成8年）11月 - 創立50周年記念式典・祝賀会を挙行[5]。
- 2020年（令和2年）3月31日 - 閉校[2][5]。

## 学校行事
2016年度の主な行事を掲載。
1学期
- 4月 - 紹介式、始業式、入学式、対面式、修学旅行、職場体験（2年生）
- 5月 - 運動会
- 6月 - 初夏の連合音楽会、盛岡市中学校総合体育大会
- 7月 - 1学期期末テスト、終業式（夏季休業）

2学期
- 8月 - 盛岡さんさ踊り、始業式
- 9月 - 盛岡市中学校陸上競技大会、法悦園訪問
- 10月 - 2学期中間テスト、宿泊研修（1年生）、自主研修（2年生）、校内ロードレース大会、盛岡市中学校新人体育大会前期
- 11月 - 繋友祭、連合音楽会、盛岡市中学校新人体育大会後期、生徒会役員選挙、2学期期末テスト（3年生）
- 12月 - 2学期期末テスト（1・2年生）、生徒会レク、終業式（冬期休業）

3学期
- 1月 - 始業式
- 2月 - 3学期期末テスト
- 3月 - 県立高等学校入学試験、予餞会、修了式、卒業式、離任式

出典：

## 施設概要
主な施設を掲載。
- 校舎（1,207 m2[1]） - 鉄筋コンクリート造3階建て[8]
- 体育館（892 m2[1]）

※体育館・プール・校庭は小学校と共用していた。

## 学区
- 盛岡市繋
  - 字堂ケ沢、字尾入野、字尾入、字山根、字北ノ浦、字北久保、字下猿田、字上猿田、字下禰宜屋敷、字湯ノ尻、字西田表、字南ノ又、字萪内、字萪内川原、字除キ、字上野、字萪内沢、字舘市、字塗沢、字湯ノ舘、字清水端、字猿田

出典：

## 周辺
- 御所湖
- 盛岡西警察署繋駐在所
- つなぎ温泉観光案内所